# Mnais mneme
Mnais mneme е вид водно конче от семейство Calopterygidae. Видът не е застрашен от изчезване.

## Разпространение
Разпространен е във Виетнам, Китай (Гуандун, Гуанси, Фудзиен, Хайнан и Юннан), Лаос и Хонконг.